# Euceros semiothisae
Euceros semiothisae är en stekelart som beskrevs av Barron 1976. Euceros semiothisae ingår i släktet Euceros och familjen brokparasitsteklar. Inga underarter finns listade i Catalogue of Life.